# I racconti di Quicksilver
I racconti di Quicksilver (Quicksilver Highway) è un film per la televisione del 1997 diretto da Mick Garris.
È un film horror statunitense a episodi collegati ad una storia principale che serve come presentazione dei due segmenti e che vede Christopher Lloyd nel ruolo di Aaron Quicksilver, un uomo che lavora ad uno spettacolo itinerante e che racconta storie dell'orrore alla gente che incontra. I due episodi vedono tra gli interpreti Matt Frewer, Raphael Sbarge e Melissa Lahlitah Crider. È basato sui racconti brevi Libertà agli oppressi (The Body Politic) di Clive Barker e Denti chiacchierini (Chattery Teeth) di Stephen King.

## Produzione
Il film, diretto da Mick Garris su una sceneggiatura di Mick Garris con il soggetto di Clive Barker e Stephen King (autori dei racconti), fu prodotto dallo stesso Garris e da Ron Mitchell per la 20th Century Fox Television e la National Studios e girato a Beverly Hills, Santa Monica, Lancaster, Downtown a Los Angeles e a Sherman Oaks in California. con un budget stimato in 4 milioni di dollari.
La versione home video ha cambiato l'ordine delle due storie rispetto alla versione televisiva, dove "Libertà agli oppressi" veniva prima e "Denti chiacchierini" per ultimo.

## Distribuzione
Il film fu trasmesso negli Stati Uniti il 13 maggio 1997 con il titolo Quicksilver Highway sulla rete televisiva Fox. È stato poi distribuito negli Stati Uniti in VHS nel 1998 dalla 20th Century Fox Home Entertainment e in DVD nel 2005 dalla Anchor Bay Entertainment.
Altre distribuzioni:
- nel Regno Unito nel gennaio del 1998
- in Norvegia il 28 gennaio 1998 (Dødens Highway)
- in Portogallo nel febbraio del 1998 (Fantasporto Film Festival)
- in Finlandia nel marzo del 1998
- in Islanda il 28 aprile 1998
- nel Regno Unito il 13 aprile 2002
- in Brasile (A Maldição de Quicksilver)
- in Germania (Stephen Kings Quicksilver Highway)
- in Italia (I racconti di Quicksilver)